# Université Kofi-Annan de Guinée
L'université Kofi-Annan de Guinée en abrégé UKAG, est une université privée d'Afrique de l'Ouest située à Nongo, commune de Ratoma, en république de Guinée. Elle est le plus ancien établissement d'enseignement supérieur privé de Guinée.
Fondée par Ousmane Kaba et porte le nom de l'ancien diplomate ghanéen Kofi Annan, secrétaire général des Nations unies de 1997 à 2006.

## Historique et missions
Dotée de la personnalité morale et de l'autonomie financière, l'université Kofi-Annan de Guinée a été créée le 28 mai 1999 (loi n° 2814/MESR/CAB) avec pour missions de :
- offrir un enseignement et de formation supérieure générale et professionnalisée ;
- promouvoir la recherche scientifique ;
- promouvoir les nouvel technologies de l'information et de la communication.

### Présidents
| N° | Nom et prénoms | Debut | Fin      |
| -- | -------------- | ----- | -------- |
| 1  | Ousmane Kaba   | 1999  | En cours |

### Bibliothèques
La bibliothèque se trouve au 3e étage du bâtiment administratif composée de support virtuel et numériques de plus de 50 000 titres, plus de 40 postes d'ordinateurs équipés internet pour le personnel et les étudiants.

### Espace culture
L'université Kofi-Annan possède également d'un espace culturel et accueille plusieurs forums, conférences , panels et expositions,.

### Maison de l'entrepreneuriat
Le 11 février 2023, la maison de l'entreprenariat de l'université Kofi-Annan de Guinée est inaugurée. La cérémonie se déroule en présence de Diaka Sidibé, ministre de l'Enseignement supérieur, de la Recherche scientifique et de l'Innovation.

## Organisation et administration

### Admissions et cursus
Plus de 6000 étudiants y passent leurs diplômes et le nombre est stable malgré l'interdiction de l'Etat d'orienter dans les universités privées en 2016,.

### Cours en ligne
La situation sanitaire qu’a connue la Guinée en 2014-2015 face à Ebola et en 2019-2020 a été plus utiliser la plateforme en ligne de l'université

### Personnalités liées
- Ousmane Kaba.

### Anciens étudiants
- Habib Baldé, Ancien député à l'Assemblée nationale de la république de Guinée (2013 au 5 septembre 2021),
- Noël Kolomou, Président de la CRIEF,
- Aboubacar Sidiki Cissé, membre du conseil nationale de la transition.

## Organisation
L'université Kofi-Annan de Guinée est composée de cinq facultés et d'un institut :

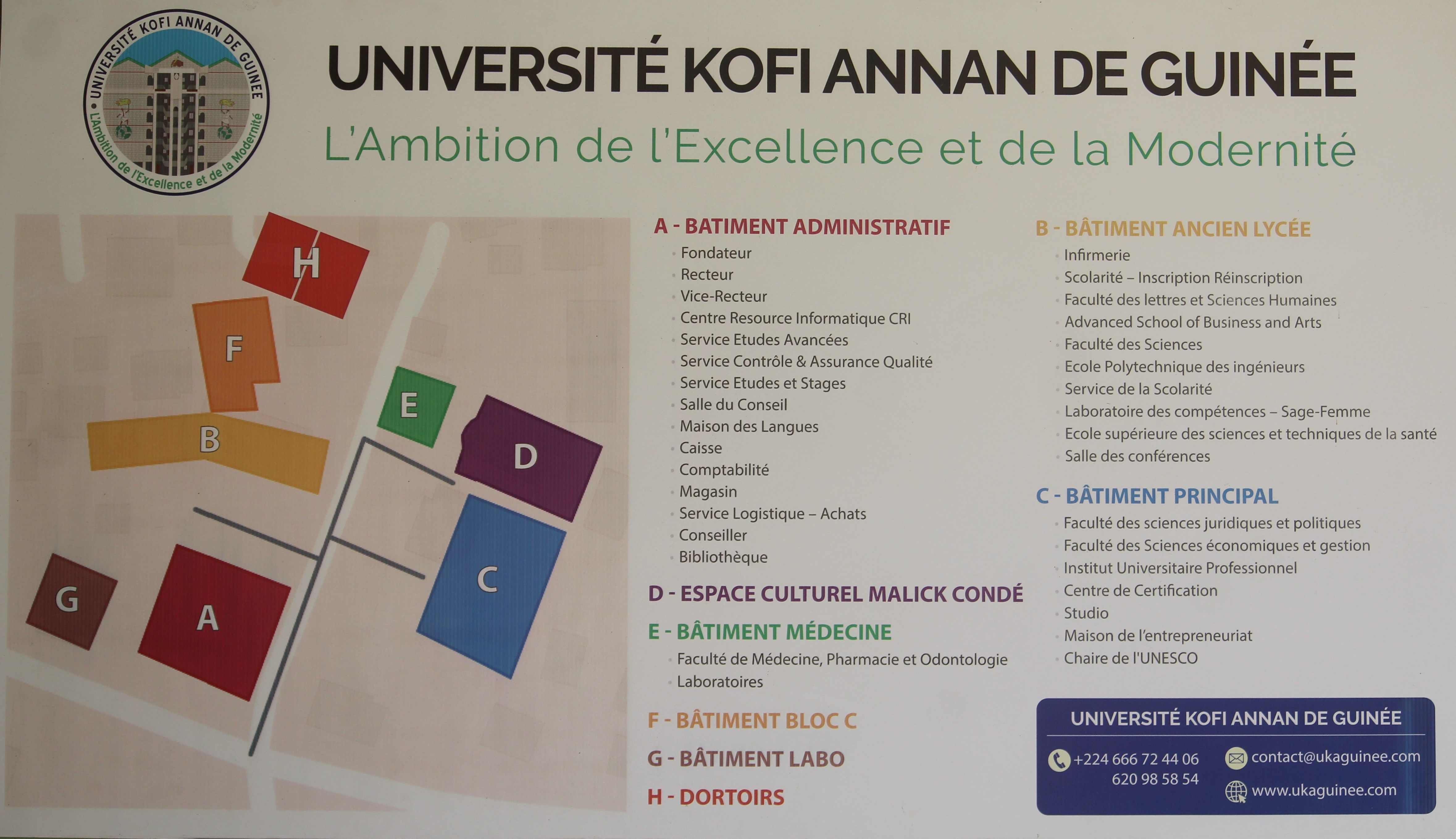
Cartographie de l'université..

- Faculté de médecine, pharmacie et odonto-stomatologie
- Faculté des sciences
- Faculté des sciences économiques et de gestion
- Faculté des sciences juridiques et politiques
- Faculté des lettres et Sciences humaines
- École Polytechnique d’ingénieurs
- Advanced Shool of Business and Arts
- École supérieure des sciences et technique de santé
- Institut universitaire professionnel et BTS

## Galerie

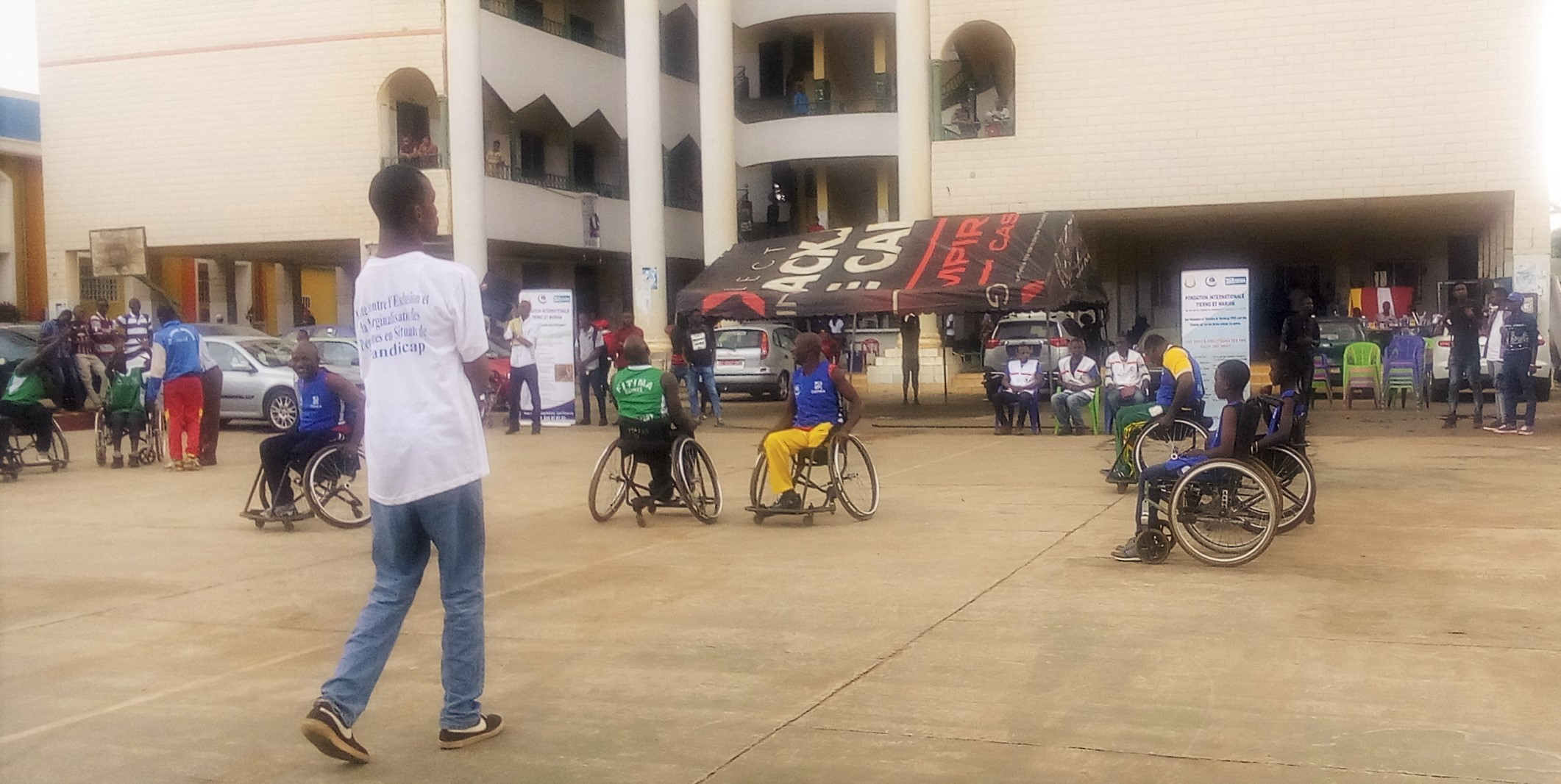
Basket pour personnes handicapées
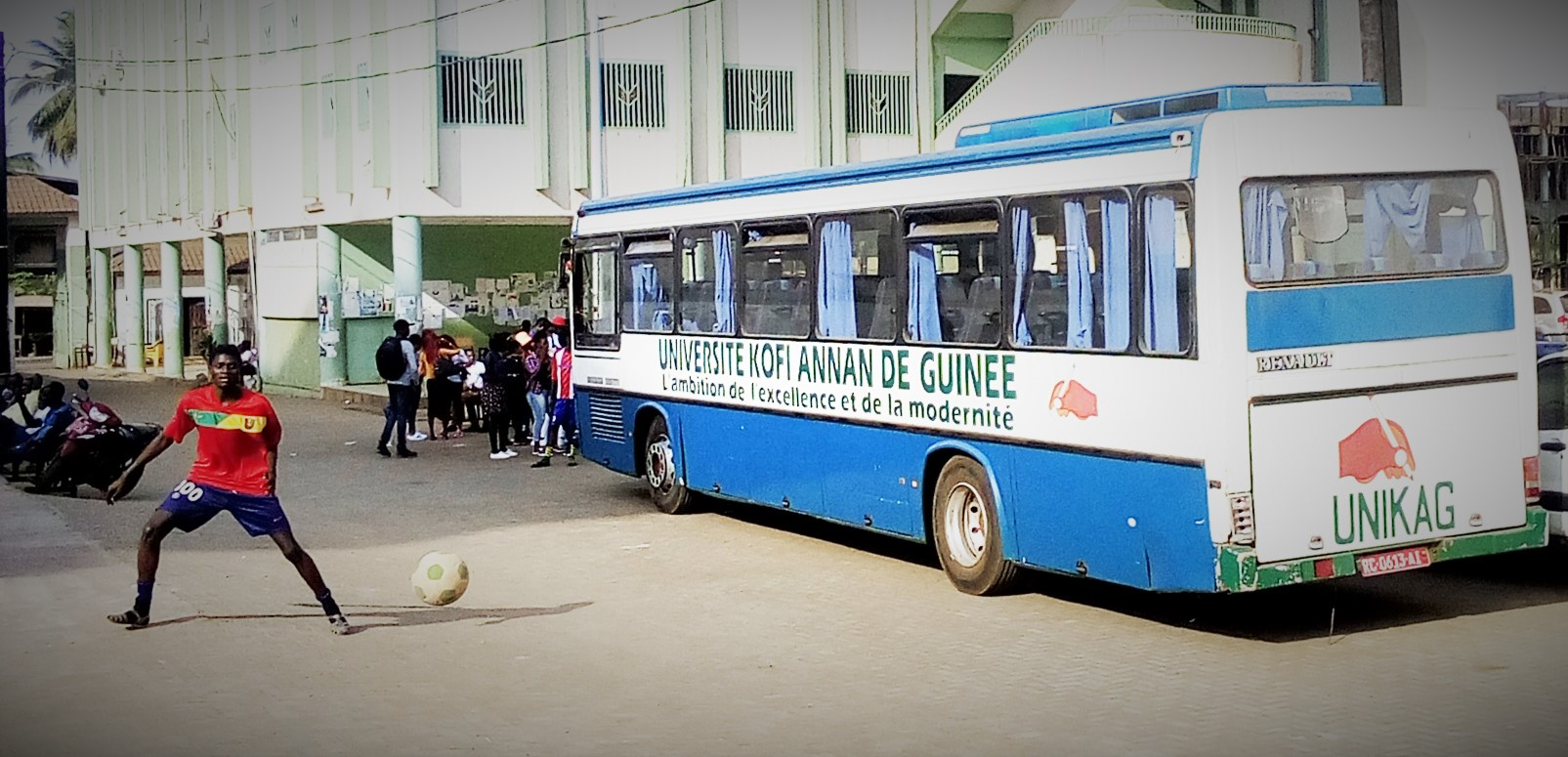
Football et autocar universitaire
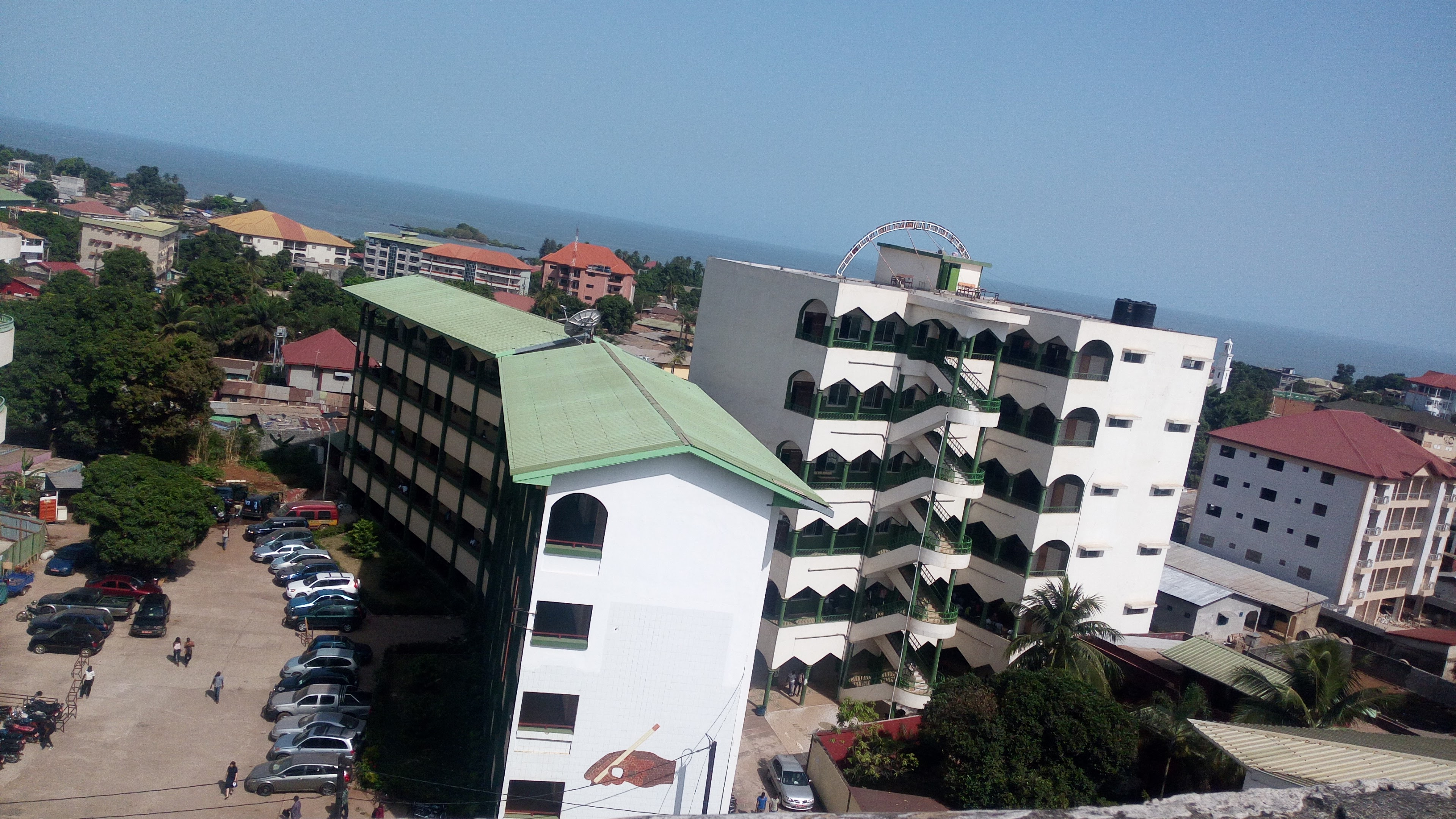
Vue sur la mer
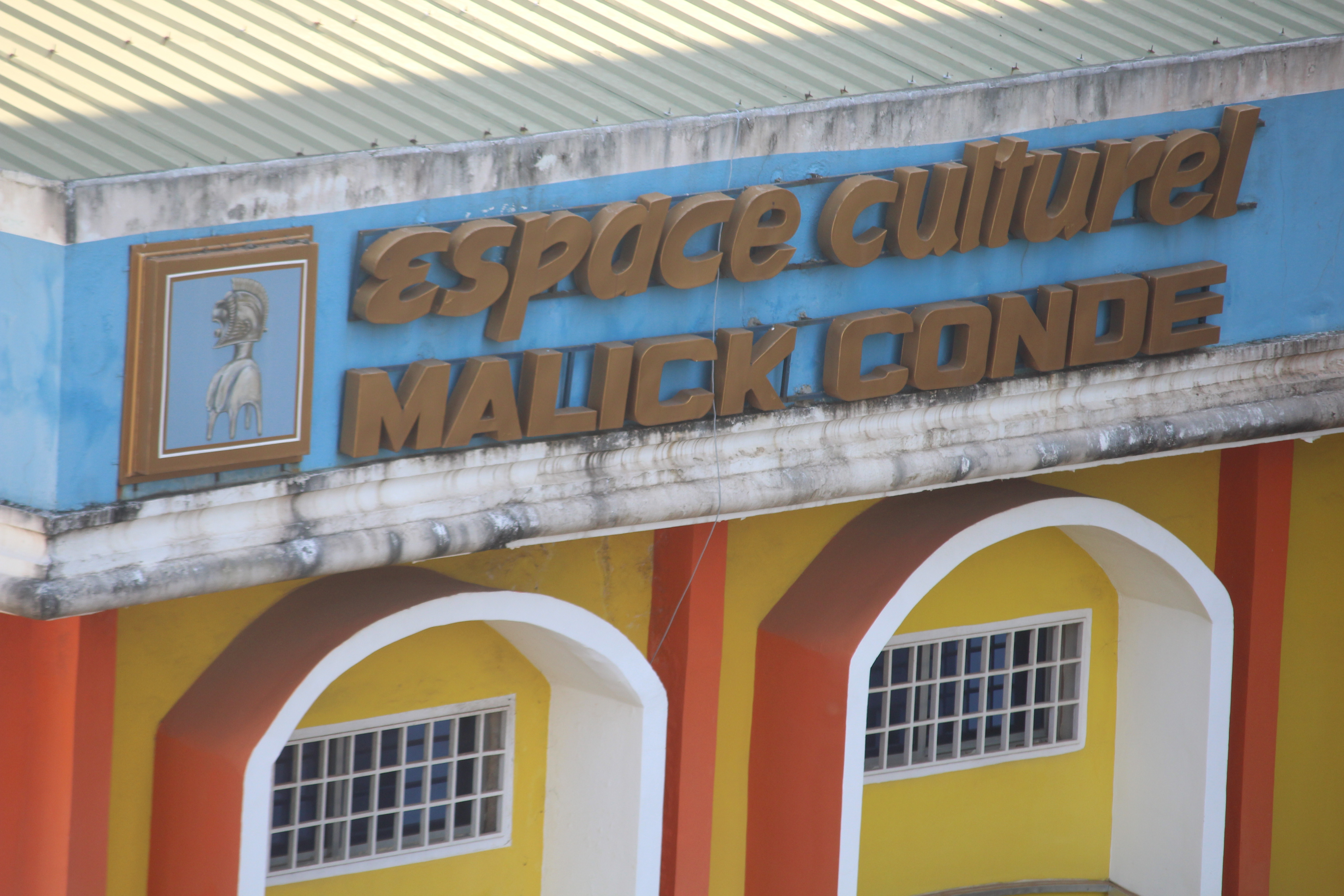
Espace culturel malick Condé